# Zdravko Rađenović
Zdravko Rađenović (serbisch-kyrillisch Здравко Рађеновић; * 5. September 1952 in Bačka Palanka, SFR Jugoslawien) ist ein ehemaliger jugoslawischer Handballspieler.

## Karriere

### Verein
Zdravko Rađenović spielte in der Jugend für Tekstilac Bačka Palanka und den RK Sloga Doboj. Erste Erfahrung bei den Erwachsenen sammelte er beim RK Sintelon und beim RK Kvarner in Rijeka. Mit dem RK Borac Banja Luka gewann der 1,94 m große linke Rückraumspieler 1974, 1975, 1976 und 1981 die jugoslawische Bundesliga sowie 1974, 1975 und 1979 den jugoslawischen Pokal. Im Europapokal der Landesmeister 1975/76 besiegte man im Endspiel die dänische Mannschaft KFUM Fredericia mit 17:15, Rađenović war mit sechs Toren bester Werfer des Spiels. Von 1981 bis 1987 stand er beim deutschen Verein MTSV Schwabing unter Vertrag. Mit dem Team aus München stieg er als Meister der Südstaffel 1982 in die Bundesliga auf. Dort wurde Schwabing in der Spielzeit 1985/86 Vizemeister. Im gleichen Jahr gewann man den DHB-Pokal 1986. Im Europapokal der Pokalsieger 1986/87 erreichte man das Halbfinale. 1987 kehrte er zu Banja Luka zurück. Unter Trainer Velimir Petković gewann er zum Ende seiner Karriere den IHF-Pokal 1990/91.

### Nationalmannschaft
Mit der jugoslawischen Nationalmannschaft gewann Rađenović bei der Weltmeisterschaft 1974 die Bronzemedaille. Bei den Olympischen Spielen 1976 in Montreal belegte er mit der Auswahl wie bei der Weltmeisterschaft 1978 den fünften Rang. Bei der Weltmeisterschaft 1982 gewann er die Silbermedaille. Bei den Olympischen Spielen 1984 in Los Angeles warf er zehn Tore in sechs Partien und wurde Olympiasieger. Bei den Mittelmeerspielen gewann er mit Jugoslawien 1975 und 1979 die Goldmedaille. Er bestritt 137 Länderspiele, in denen er 369 Tore erzielte.

## Sonstiges
Rađenović wurde als bosnischer Serbe in Bačka Palanka geboren. Von 2001 bis 2002 war er gemeinsam mit Ahmed Karabegović und Ljiljanko Naletilić Präsident des Nationalen Olympischen Komitees von Bosnien und Herzegowina.